# Азбестно насеље
Азбестно насеље је део насеља Беле воде, његова интегрална махала у општини Чукарица, у Београду, главном граду Србије.

## О насељу
Азбестно насеље је муслиманска енклава која се налази у центру насеља Беле воде, као део насеља Жарково. Западно су од Ибарске магистрале.
По попису из 2011. године, у насељу је живело 1,858 становника.
Азбестно насеље су данас махом муслиманска махала. Ова махала нема амбуланту, школске ни друге образовне установе, културне институције, правосудне или управне општинске јединице. Одлуке се доносе већањем кућних савета и договором локалних поглавица. Енклавно подручје има оближњу продавницу и развијену инфраструктуру. Засеок је настао око 1965. године када је 28 зграда усељено као привремени смештај за наредних 10 година. Ипак, становници нису били расељени после 1976, а средином 90-их је откривено да су зграде изграђене од канцерогеног азбеста. Станари су покренули иницијативу за рушењем, тврдећи да азбест угрожава њихово здравље. И дан данас се памте графити исписани на зградама "азбест нас гуши", "умиремо од азбеста". Градска власт је обећала помоћ, али није реаговала. Након десет година протеста станара, 2006. започиње рушење 14 објеката и изградња нових, модерних зграда, нових улица и паркинга. Рушење зграда је завршено крајем 2011. године. Проблем је представљала штетност азбеста, па зграде нису могле да се руше, већ да се разграђују, тако да је процес трајао дуго (40 дана по једној згради). Градски завод за јавно здравље редовно надгледа рушење и прати концентрацију азбеста у ваздуху.
Структура становништва је следећа: Албанци - 61% (1133 становника), Роми/Ашкалије - 20% (371 становника), Горанци - 9% (167 ст.), Срби - 5% (92 ст.), Косовски Египћани - 2% (37 ст.)